# Thomas Shirley
Thomas Shirley (Wiston, West Sussex (en), 1564-île de Wight, v.1630) est un navigateur, corsaire et homme politique anglais, frère de Anthony et Robert Shirley.

## Biographie
Après des études à Hertford (1579), il est élu en 1584, député de Steyning. Le 26 octobre 1589, il  est anobli à Kilkenny (Irlande) et en 1593, après quelques années en prison, est réélu député de Steyning.
En raison d'importants déboires financiers et, jaloux de la célébrité de ses frères, il commande le navire pirate Dragon d'or (1598) avec lequel il capture quatre bateaux allemands, qu'il sera obligé de restituer.
Député de Bramber et Hastings, il choisit de siéger pour cette dernière (1600). Il reprend ensuite la piraterie et ravage des villages de la côte portugaise (1602).
Il s'attaque ensuite aux Turcs mais est capturé (1603) et emprisonné en Grèce puis à Constantinople. Libéré contre rançon (6 décembre 1605), il rentre en Angleterre où il devient gardien du parc royal de l'île de Wight.
Il est de nouveau élu député de Steyning (1614-1622).